# Pablo Buitrago y Benavente

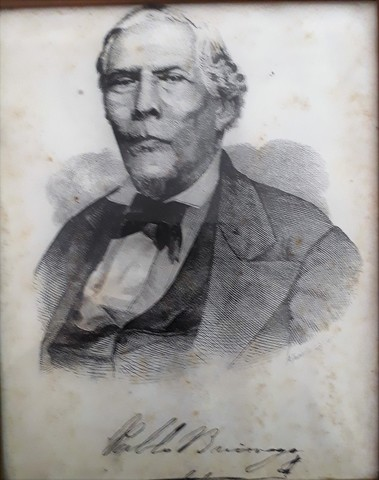

Pablo Buitrago y Benavente (25 de enero de 1807 - 22 de junio de 1882) fue el Director Supremo del Estado de Nicaragua del 4 de marzo de 1841 al 1 de abril de 1843. Fue el primer Director Supremo no interino.

## Tratado Oreamuno - Buitrago
El 20 de diciembre de 1838 como comisionado del gobierno de José Nuñez negoció y firmó con Francisco María Oreamuno, comisionado costarricense, el Tratado Oreamuno-Buitrago, "convenio de amistad y mutua defensa, deslindando y transigiendo las cuestiones que tienen pendientes los dos Estados".

## Representación Nacional de Centroamérica
Era miembro de la Representación Nacional de Centroamérica, instalada en 1851, donde representó a Nicaragua, y fue nombrado segundo secretario. En el 26 de abril de 1851, como secretario del despacho de relaciones interiores de la Representación Nacional de Centro América, durante el conflicto armado entre Guatemala y los estados de Honduras y El Salvador, respondió al comunicado del 9 de abril del Ministro de relaciones exteriores de Guatemala Pedro N. Arriaga en que el gobierno guatemalteco se negó a aceptar los comisionados para arreglar la paz entre Guatemala y los estados. En consecuencia de la comunicación del gobierno guatemalteco, el gobierno general de Centroamérica emitió una resolución para que Guatemala reconozca sus comisionados. En el mismo día 26 de abril contestó a un comunicado que hizo el ministro general de El Salvador, Eugenio Aguilar, en el 17 de abril con la resolución del gobierno.
En el 26 de noviembre de 1856 se presentó ante el presidente de El Salvador para acreditar su representación por la República de Nicaragua en calidad de Ministro Plenipotenciario y Enviado extraordinario.
En el 15 de marzo de 1882, durante la Gran Fiesta Cívica de Morazán celebrada en El Salvador, Pablo Buitrago fue uno de los comisionados especiales de las naciones centroamericanas, representando a Nicaragua. En el recién abierto Parque Morazán, pronunció un discurso en el cual "expuso su admiración a la gloria de Morazán." Este sería considerada su último discurso público.

## Muerte
Murió en el 22 de junio de 1882. Un artículo dedicado a Pablo Buitrago fue publicado en el Diario Oficial de El Salvador en el 25 de julio. Fue enterrado en Santa Tecla (en ese tiempo Nueva San Salvador), El Salvador.